# Campionati mondiali di canoa/kayak slalom 1961
I settimi Campionati mondiali di canoa/kayak di slalom si sono svolti a Hainsberg (Germania Est).

## Podi

### Uomini
| Evento        | Oro                                        | Perform. | Argento                                      | Perform. | Bronzo                                       | Perform. |
| Canoa         |                                            |          |                                              |          |                                              |          |
| C-1           | Germania Est Manfred Schubert              |          | Cecoslovacchia Bohuslav Pospichal            |          | Germania Est Ingo Kirsch                     |          |
| C-1 a squadre | Cecoslovacchia                             |          | Regno Unito                                  |          | Svizzera                                     |          |
| C-2           | Germania Est Günther Merkel Manfred Merkel |          | Cecoslovacchia Miroslav Stach Zdenek Valenta |          | Germania Est Dieter Friedrich Horst Kleinert |          |
| C-2 a squadre | Germania Est                               |          | Cecoslovacchia                               |          | Svizzera                                     |          |
| Kayak         |                                            |          |                                              |          |                                              |          |
| K-1           | Germania Est Eberhard Gläser               |          | Germania Est Roland Hahnebach                |          | Cecoslovacchia Jiri Cerny                    |          |
| K-1 a squadre | Germania Est                               |          | Cecoslovacchia                               |          | Polonia                                      |          |

### Misto
| Evento | Oro                                            | Perform. | Argento                                 | Perform. | Bronzo                                      | Perform. |
| Kayak  |                                                |          |                                         |          |                                             |          |
| C-2    | Cecoslovacchia Vratislava Novaková Karel Novák |          | Germania Est Edith Nickel Willi Landers |          | Cecoslovacchia Jarmila Pacherová Vaclav Nic |          |

### Donne
| Evento | Oro                             | Perform. | Argento                      | Perform. | Bronzo                    | Perform. |
| Kayak  |                                 |          |                              |          |                           |          |
| K-1    | Cecoslovacchia Ludmilla Polesna |          | Germania Est Anneliese Bauer |          | Germania Est Ute Strompel |          |

## Medagliere
| Posizione | Paese          | Oro | Argento | Bronzo | Totale |
| --------- | -------------- | --- | ------- | ------ | ------ |
| 1         | Germania Est   | 5   | 3       | 3      | 11     |
| 2         | Cecoslovacchia | 3   | 4       | 2      | 9      |
| 3         | Regno Unito    | 0   | 1       | 0      | 1      |
| 4         | Svizzera       | 0   | 0       | 2      | 2      |
| 5         | Polonia        | 0   | 0       | 1      | 1      |
| Totale    | Totale         | 8   | 8       | 8      | 24     |